# Warrior (Schiff, 1861)
Die HMS Warrior aus dem Jahr 1860 war das erste seetaugliche Panzerschiff mit eisernem Rumpf. Sie wurde von der britischen Royal Navy als Gegenmaßnahme zum französischen Panzerschiff La Gloire gebaut. Sie gab der gleichnamigen Schiffsklasse ihren Namen und war das Schwesterschiff der HMS Black Prince. Heute liegt sie als Museumsschiff in Portsmouth.

## Geschichte
Die Idee zum Bau dieses Schiffes entstand mit dem Auftauchen des französischen Schiffes Gloire. Das von Henri Dupuy de Lôme erbaute Schiff hatte 66 cm dicke hölzernen Rumpfwände, auf denen 114 mm dicke schmiedeeiserne Platten angebracht waren. Damit war die Gloire in der Lage, Schiffe mit Holzrumpf anzugreifen, ohne selbst Schaden zu nehmen. Als erste Berichte über den Bau dieses Schiffes im Mai 1858 in London eintrafen, brach Panik aus. Unter dem Druck der Öffentlichkeit wurde zunächst ein Untersuchungsausschuss eingerichtet. Der Bericht dieses Ausschusses spiegelte die Ansichten von Baldwin Walker wider, der ab 1848 als Surveyor of the Navy für die Entwicklung neuer Schiffe zuständig war. Am 2. Juni legte Walker dem Board of Admiralty eine Erklärung vor, in der er zum Bau von sechs gepanzerten Schiffen anregte.
Unterstützt durch den Ersten Seelord John Packington konnte das Parlament und die Admiralität davon überzeugt werden, ein völlig neues Kriegsschiff zu entwerfen, das der Gloire in sämtlichen Belangen überlegen wäre. Am 27. Januar 1859 schilderte Walker in einem Brief an die Admiralität seine Pläne für den Bau des neuen Schiffes. Diese wurden am 29. April gebilligt und am 6. Mai wurde die Genehmigung zum Bau an die Thames Ironworks and Shipbuilding and Engineering Company erteilt.
Die Warrior wurde im August 1859 auf Kiel gelegt, am 29. Dezember vom Stapel gelassen und am 24. Oktober 1861 fertiggestellt. Die Gesamtkosten betrugen 357.291 Pfund Sterling. Das Schiff wurde zunächst dem Kanalgeschwader unter dem Kommando von Kapitän Arthur Cochrane zugeteilt. Im März 1863 eskortierte die Warrior Prinzessin Alexandra von Dänemark nach Großbritannien, wo sie den Prince of Wales heiratete. 1864 wurde sie von der Achilles abgelöst und anschließend zur Überholung und zur Umrüstung ihrer Bewaffnung ausgemustert. 1867 wurde sie wieder in den aktiven Dienst gestellt und erneut dem Kanalgeschwader zugeteilt. 1872 wurde das Schiff erneut zur Überholung ausgemustert, bei der sie ein Poopdeck und ein dampfbetriebenes Ankerspill erhielt. 1875 wurde die Warrior wieder in Dienst gestellt und als Wachschiff vor Portland eingesetzt. 1881 wurde sie in den Clyde verlegt, wo sie erneut in ihrer Rolle als Wachschiff eingesetzt wurde.
Der rasante Fortschritt der Marinetechnologie ließ die Warrior und ihr Schwesterschiff Black Prince innerhalb von zehn Jahren veralten.
Am 31. Mai 1883 wurde sie in Portsmouth ausgemustert und der Reserve unterstellt. 1884 wurden ihre Kanonen und die oberen Masten entfernt und im März 1900 wurde sie von der Marineliste gestrichen. Von 1902 bis 1904 wurde sie als Depotschiff eingesetzt und ab März 1904 unter Vernon III  der Torpedoausbildungsschule Vernon zugeteilt.
Ein Abschwung in der Nachfrage nach Schrott bewirkte, dass sie sich am 25. April 1925 nicht wie geplant zum Abwracken verkaufen ließ. Seit 1929 lag sie in der Marinewerft Pembroke Dock in Wales als schwimmender Ölanleger. Dort blieb sie die folgenden 50 Jahre. Am 27. August 1942 wurde sie nochmals in Oil Fuel Hulk C77 umbenannt, da der Name Warrior mittlerweile für den in Bau befindlichen leichten Flugzeugträger HMS Warrior (R31) der Colossus-Klasse vorgesehen war.
Anfang der 1960er-Jahre wurde die Restaurierung der Warrior erwogen, doch wurde daraus kein ernsthaftes Projekt. 1967 schlug der Greater London Council vor, das Schiff als Attraktion in London zu restaurieren, aber da die Royal Navy weiterhin nicht auf die Warrior verzichten wollte, wurde auch diese Idee nicht weiterverfolgt. 1969 wurde der Maritime Trust gegründet, um das marode Panzerschiff und andere historische Schiffe zu retten. Der Maritime Trust und ein wichtiger Unterstützer, der Manifold Trust unter der Leitung des konservativen Parlamentsabgeordneten John Smith, behielten ihr Interesse an der Warrior bei. Mit dem Versprechen, die Restaurierung finanziell zu unterstützen, wurde das Schiff 1979 dem Trust übergeben.
Die Restaurierung zum Museumsschiff begann am 3. September 1979 in Hartlepool und wurde 1984 abgeschlossen. Dann wurde sie zu ihrem gegenwärtigen Liegeplatz in Portsmouth geschleppt. Sie wurde in Warrior (1860) umbenannt, um Verwechslungen mit dem gleichnamigen Hauptquartier der Royal Navy in Northwood zu vermeiden.

## Kommandanten
| Nr. | Name                           | Beginn der Amtszeit | Ende der Amtszeit |
| --- | ------------------------------ | ------------------- | ----------------- |
| 1.  | Captain Arthur A. Cochrane     | 1. August 1861      | 22. November 1864 |
| 2.  | Rear-Admiral Charles Frederick | 31. März 1865       | 25. Juli 1867     |
| 3.  | Captain Henry Boys             | 25. Juli 1867       | 21. August 1869   |
| 4.  | Captain Frederick H. Stirling  | 21. August 1869     | 22. Februar 1870  |
| 5.  | Captain H. C. Glyn             | 22. Februar 1870    | 15. März 1875     |
| 6.  | Captain William H. Whyte       | 15. März 1875       | 15. März 1878     |
| 7.  | Captain R. Gordon Douglas      | 15. März 1878       | 5. Juni 1878      |
| 8.  | Rear-Admiral Henry Boys        | 5. Juni 1878        | 25. November 1879 |
| 9.  | Captain Samuel P. Townsend     | 25. November 1879   |                   |

## Technik

### Schiffsmaße
Das Schiff hatte eine Gesamtlänge von 128,016 m, eine Länge zwischen den Loten von 115,87 m, eine Breite von 17,78 m und einen Tiefgang von 9,92 m. Die Verdrängung lag bei 9.210 tn.l. und die Vermessung bei 6.209 bm.

### Antrieb
Die Warrior war mit einer Rumpfdampfmaschine von Penn ausgestattet, die eine Welle antrieb und insgesamt 5.267 ihp (3.874 kW) entwickelten, mit der sie eine Höchstgeschwindigkeit von 14,08 Knoten (26,08 km/h) erreichte. Der Dampf wurde von zehn Dampfkesseln mit einem Arbeitsdruck von 1,03 bar geliefert. Die Dampfabschaltung zum Zylinder konnte über einen Gelenkmechanismus am Ventiltrieb in einem weiten Bereich variiert werden. Alle für den Betrieb der Maschine erforderlichen Ventile konnten von der Startplattform über dem Kondensator bedient werden. Außerdem gab es einen Zusatzmotor, mit dem eine Bilgenpumpe die Löschanlage betrieben und Ascheeimer zum Ablassen auf das Oberdeck gehoben werden konnten. Dieser Motor trieb auch die Ventilatoren an, die das Geschützdeck unter leicht erhöhtem Druck hielten, so dass der Rauch durch die Geschützpforten nach draußen geblasen werden konnte. Der Kohleverbrauch lag bei 9 t pro Stunde bei einer Geschwindigkeit von 14,5 Knoten. Das Schiff konnte maximal 863 t Kohle mitführen, was ihm bei 11 Knoten (20 km/h) eine Reichweite von 2.100 Seemeilen (3.900 km) ermöglichte.  Die Besatzung des Schiffes bestand aus 707 Offizieren und Mannschaft.

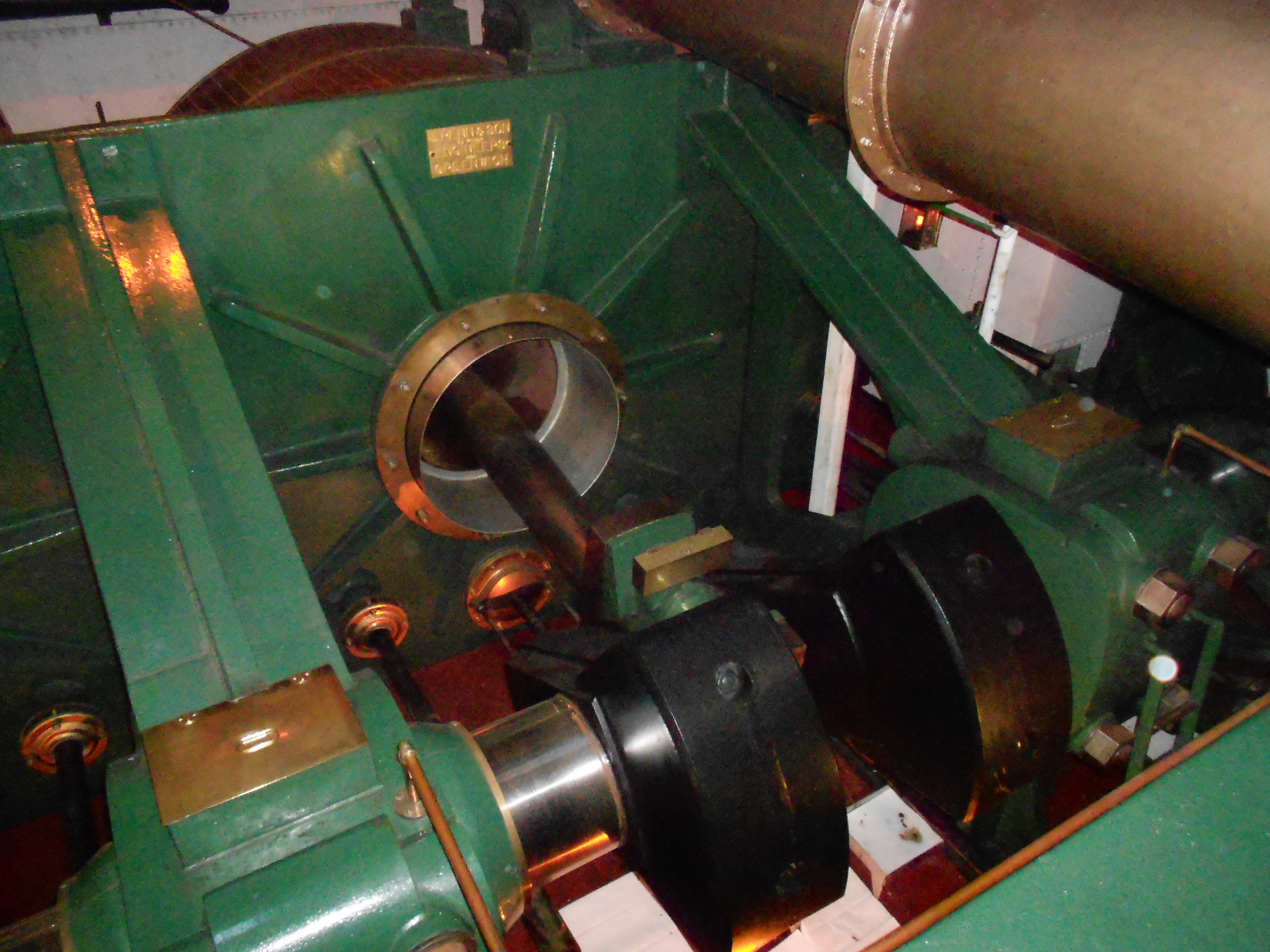
Die Dampfmaschine der Warrior
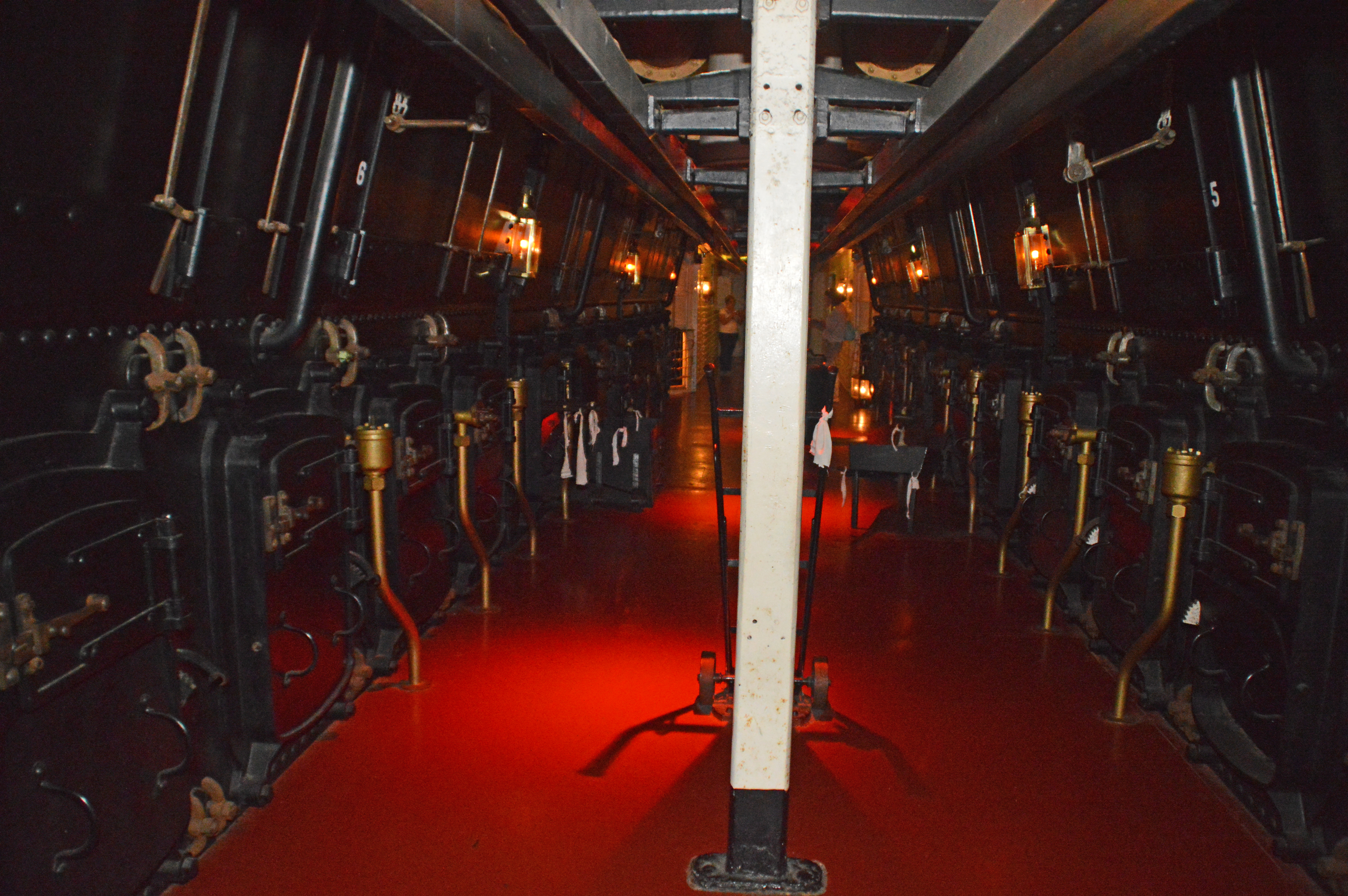
Kesselraum der Warrior

#### Takelung
Die Warrior war als 3-Mast-Vollschiff mit einer Segelfläche von 4.500 m² getakelt. Ihre Höchstgeschwindigkeit unter Segeln betrug 13 Knoten (24 km/h).
Fuhr sie unter Segeln, dann konnten beide Schornsteine eingezogen werden, um die Handhabung der Segel nicht zu behindern. Die Schraube konnte bei Fahrt unter Segeln in den Rumpf eingezogen werden, um den Wasserwiderstand zu reduzieren. In der Praxis wurde sie jedoch mit langsamer Fahrt weiterbetrieben, da das An- und Abkuppeln der Welle an die Schraube recht mühsam war.

### Bewaffnung
Die HMS Warrior war ein Batterieschiff – die Kanonen waren in seitlichen Batterien angeordnet. Es war geplant, das Schiff mit 40 68-Pfünder-Vorderlader-Glattrohrkanonen zu bestücken. Bei ihrer Indienststellung wurde sie jedoch lediglich mit sechsundzwanzig 68-Pfündern, zehn 110-Pfünder-Hinterladerkanonen von Armstrong und vier 120-mm-40-Pfündern bewaffnet. Die 68-Pfünder befanden sich alle auf dem Hauptdeck, 13 auf jeder Breitseite. Die Kanone hatte ein Gewicht von 4877 kg. Mit ihren 30 kg schweren Kanonenkugeln hatte sie bei einer Elevation von 12 Grad und einer Mündungsgeschwindigkeit von 481 m/s eine Reichweite von 2926 m. 
Während sich acht der 110-Pfünder ebenfalls auf dem Hauptdeck befanden, waren die beiden anderen auf dem Oberdeck an Bug und Heck montiert. Die 110-Pfünder wogen 4216 kg und hatten bei einer Elevation von 11,25 Grad und einer Mündungsgeschwindigkeit von 350 m/s eine Reichweite von 3657 m. Die Kanone konnte sowohl Kanonenkugeln als auch Granaten abfeuern. Die vier 40-Pfünder waren auf dem Achterdeck installiert. Die Kanonen hatten ein Gewicht von 1625 kg und hatten bei einer Elevation von 10 Grad und einer Mündungsgeschwindigkeit von 360 m/s eine Reichweite 3474 m. 1863 wurden die 40-Pfünder durch verbesserte Kanonen gleichen Kalibers ersetzt. Vom 22. November 1864 bis zum 25. Juli 1867 wurde das Schiff überholt. Hierbei wurde sie mit vier 203-mm-Kanonen, vierundzwanzig 177-mm-Kanonen und vier 95-mm-20-Pfündern (Salutkanonen) versehen.

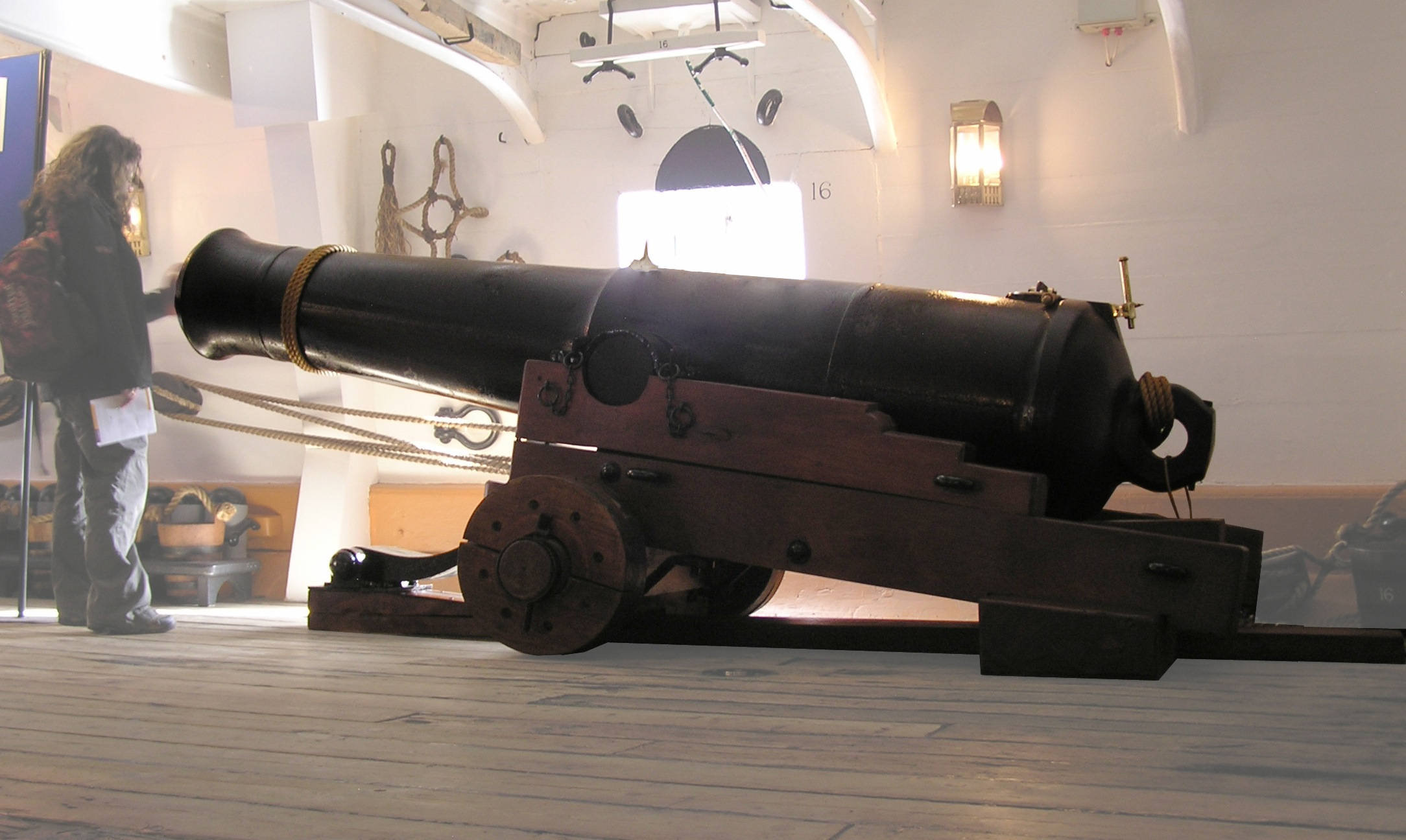
68-Pfünder-Glattrohrkanone
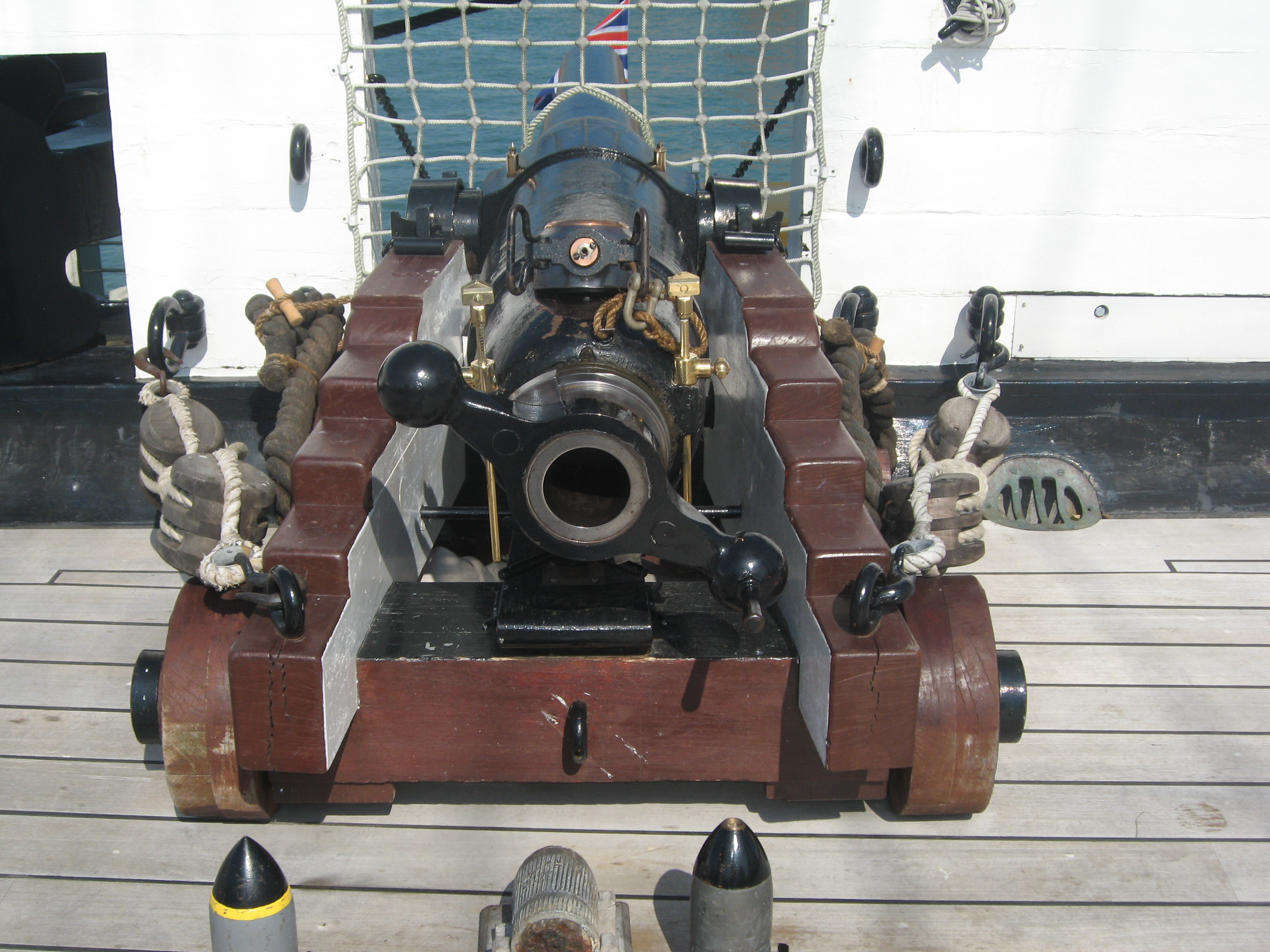
40-Pfünder
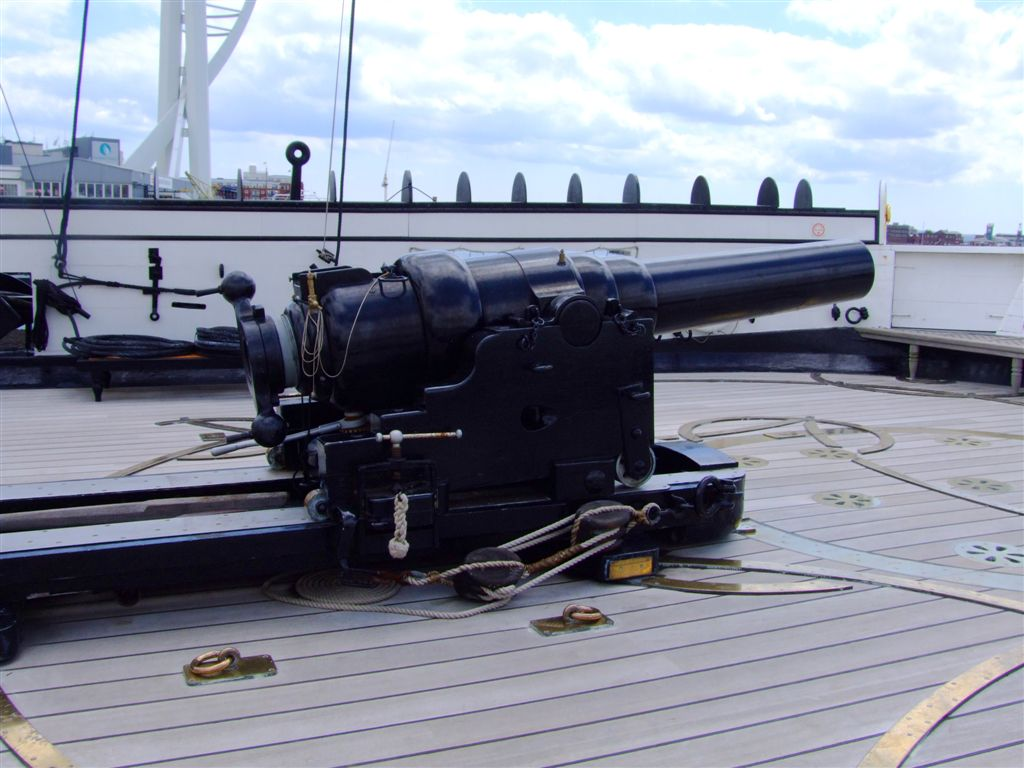
110-Pfünder

### Panzerung
Der schmiedeeiserne Panzergürtel der Warrior war 114 mm dick und mit 457 mm Teakholz hinterlegt. Er bedeckte die Seiten des Schiffes auf einer Länge von 63,39 Metern und auf einer Breite von 4,90 über der Wasserlinie und 1,80 m darunter. Zusammen mit 114 mm dicken Querschotten bildete er die gepanzerte Zitadelle. Der Gürtel bestand aus etwa 3 m² großen Platten, die mit Nut und Feder miteinander verbunden waren. Sie war durch das Teakholz hindurch mit dem Eisenrumpf verbunden. Durch das Holz sollte die Druckwelle von einschlagenden Geschossen reduziert werden, da sonst die Verbindung zwischen Panzerung und Rumpf zerstört worden wäre.